# Voussac
Voussac est une commune française, située dans le département de l'Allier en région Auvergne-Rhône-Alpes.

## Géographie
Voussac est située sur la route départementale 46, ancienne route nationale 146 qui relie Montmarault à Saint-Pourçain-sur-Sioule.
La forêt domaniale de Vacheresse occupe une portion notable du territoire de la commune, au sud-est du bourg.
Le Venant, affluent de la Bouble, traverse la commune, en coulant du nord vers le sud-ouest. Au sud, son vallon boisé sépare Voussac de Saint-Marcel-en-Murat.

### Communes limitrophes
Ses communes limitrophes sont :
|                       | Deux-Chaises | Le Theil           |
| Saint-Marcel-en-Murat | Voussac      |                    |
|                       | Target       | Fleuriel Monestier |

### Climat
Pour des articles plus généraux, voir Climat d'Auvergne-Rhône-Alpes et Climat de l'Allier.
En 2010, le climat de la commune est de type climat océanique dégradé des plaines du Centre et du Nord, selon une étude du CNRS s'appuyant sur une série de données couvrant la période 1971-2000. En 2020, Météo-France publie une typologie des climats de la France métropolitaine dans laquelle la commune est dans une zone de transition entre le climat océanique altéré et le climat de montagne ou de marges de montagne et est dans une zone de transition entre les régions climatiques « Centre et contreforts nord du Massif Central » et « Ouest et nord-ouest du Massif Central ».
Pour la période 1971-2000, la température annuelle moyenne est de 10,3 °C, avec une amplitude thermique annuelle de 15,9 °C. Le cumul annuel moyen de précipitations est de 803 mm, avec 10,7 jours de précipitations en janvier et 7,3 jours en juillet. Pour la période 1991-2020, la température moyenne annuelle observée sur la station météorologique de Météo-France la plus proche, sur la commune de Montmarault à 8 km à vol d'oiseau, est de 11,2 °C et le cumul annuel moyen de précipitations est de 811,6 mm,. Pour l'avenir, les paramètres climatiques de la commune estimés pour 2050 selon différents scénarios d'émission de gaz à effet de serre sont consultables sur un site dédié publié par Météo-France en novembre 2022.

## Urbanisme

### Typologie
Au 1er janvier 2024, Voussac est catégorisée commune rurale à habitat dispersé, selon la nouvelle grille communale de densité à 7 niveaux définie par l'Insee en 2022.
Elle est située hors unité urbaine et hors attraction des villes,.

### Occupation des sols

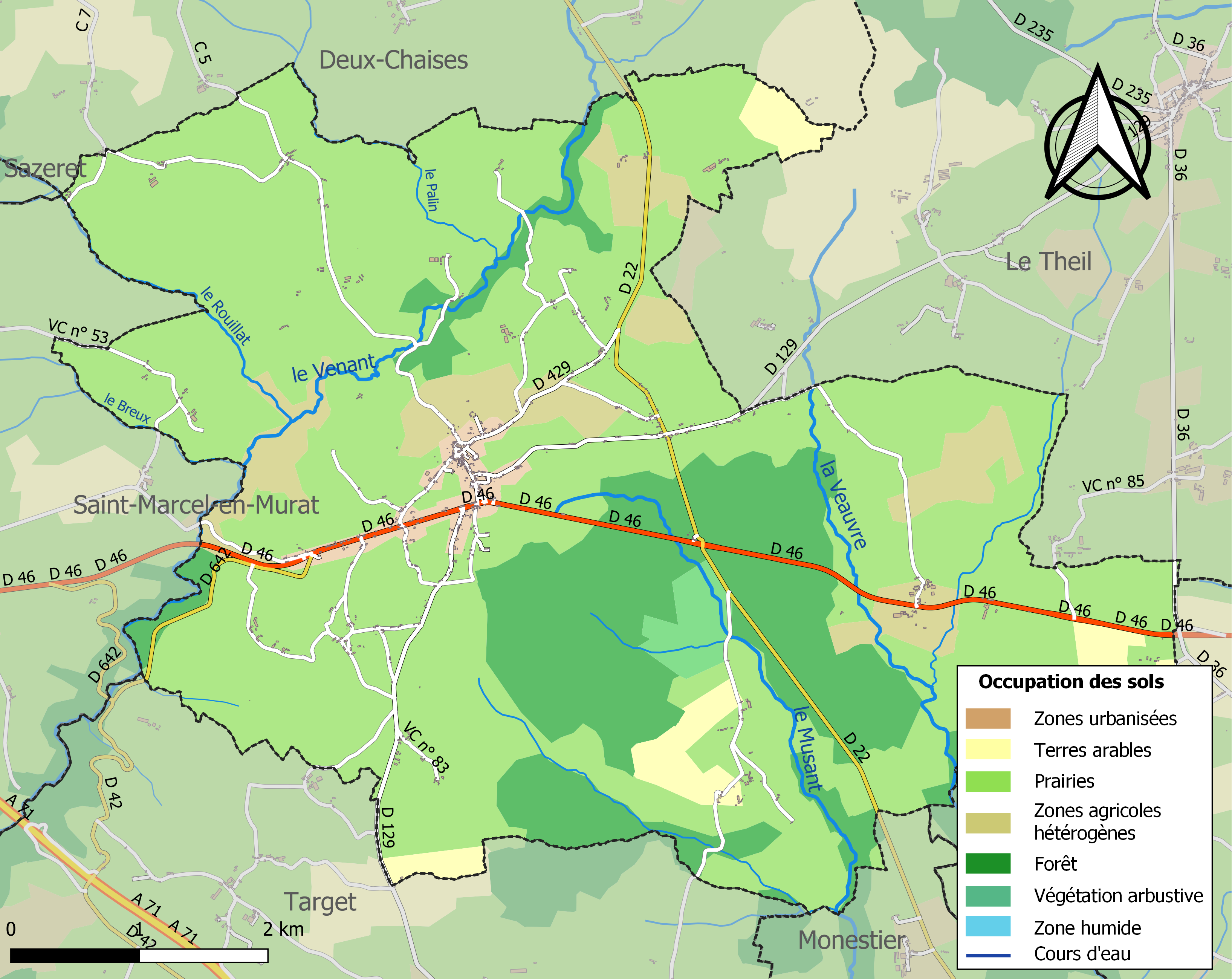
Carte des infrastructures et de l'occupation des sols de la commune en 2018 (CLC).

L'occupation des sols de la commune, telle qu'elle ressort de la base de données européenne d’occupation biophysique des sols Corine Land Cover (CLC), est marquée par l'importance des territoires agricoles (78 % en 2018), en diminution par rapport à 1990 (79 %). La répartition détaillée en 2018 est la suivante : prairies (67,6 %), forêts (19,1 %), zones agricoles hétérogènes (7 %), terres arables (3,4 %), zones urbanisées (1,7 %), milieux à végétation arbustive et/ou herbacée (1,2 %).
L'IGN met par ailleurs à disposition un outil en ligne permettant de comparer l’évolution dans le temps de l’occupation des sols de la commune (ou de territoires à des échelles différentes). Plusieurs époques sont accessibles sous forme de cartes ou photos aériennes : la carte de Cassini (XVIIIe siècle), la carte d'état-major (1820-1866) et la période actuelle (1950 à aujourd'hui).

## Histoire
Durant l'Antiquité, le territoire de Vosiacum faisait partie du territoire du peuple gaulois des Bituriges Cubes.
Au Moyen Âge, la commune faisait partie du Berry médiéval avant de passer à la province de Bourbonnais d'époque moderne. La paroisse faisait partie du diocèse de Bourges jusqu'aux années 1820.

## Politique et administration

### Découpage territorial
Par arrêté préfectoral du 2 janvier 2024, la commune est retirée le 1er janvier 2024 de l'arrondissement de Moulins et rattachée à l'arrondissement de Montluçon.

### Liste des maires

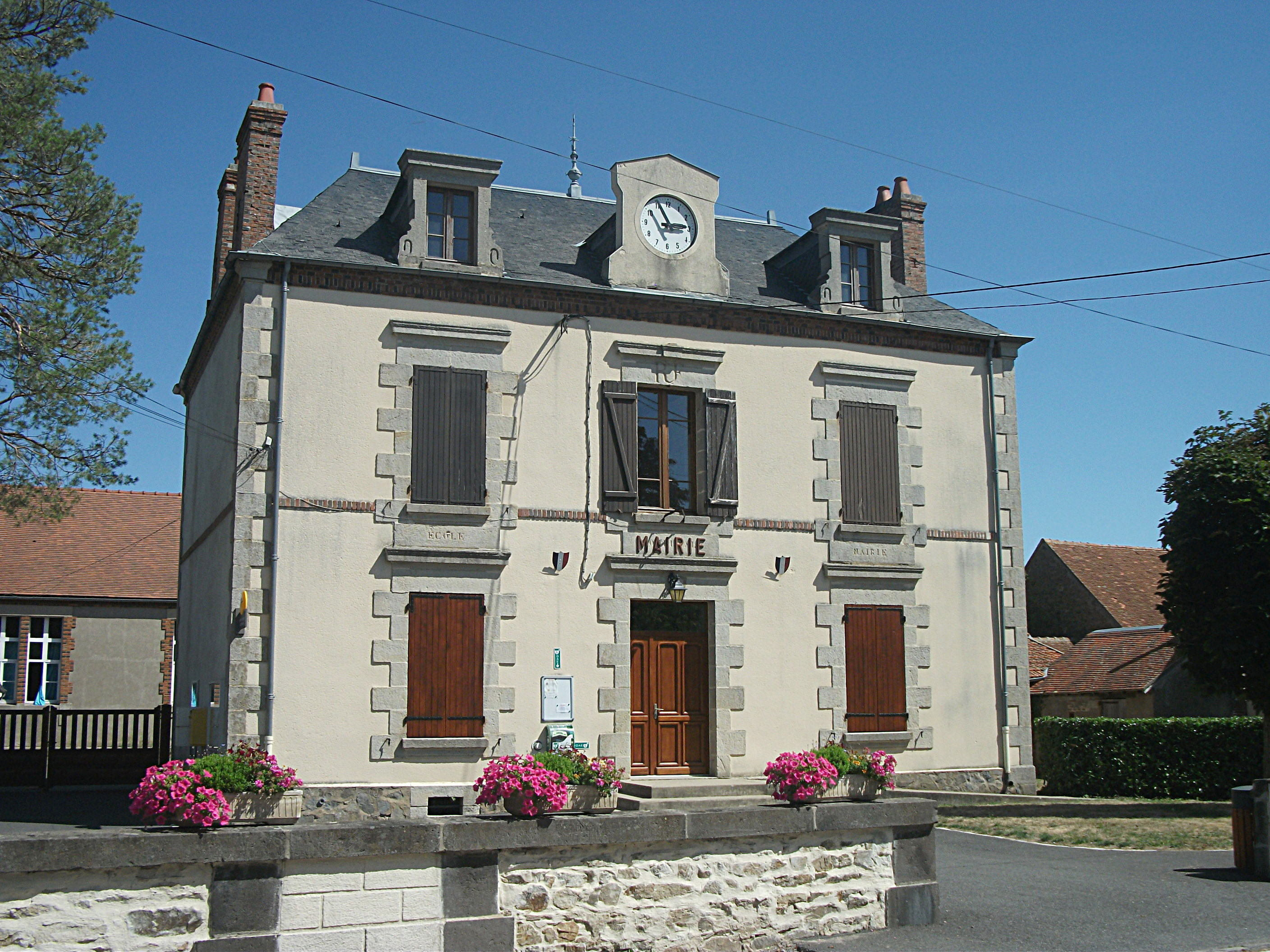
La mairie.

| Période                                  | Période                      | Identité                     | Étiquette | Qualité                     |
| ---------------------------------------- | ---------------------------- | ---------------------------- | --------- | --------------------------- |
| Les données manquantes sont à compléter. |                              |                              |           |                             |
| 1792                                     | 1794                         | Aimé Guillaud                |           |                             |
| 1794                                     | 1795                         | François Gardien             |           |                             |
| 1795                                     | 1807                         | Pierre Cheberlay             |           |                             |
| 1808                                     | 1815                         | Claude Gardien               |           |                             |
| 1815                                     | 1820                         | Pierre Jean de Bonnefoy      |           | Officier de cavalerie       |
| 1820                                     | 1824                         | Étienne Barathon des Magnoux |           |                             |
| 1824                                     | 1830                         | Alfred, baron de Bonnefoy    |           | Officier de cavalerie       |
| 1830                                     | 1832                         | Eugène Étienne Loisel        |           | Officier de la garde du roi |
| 1832                                     | 1833                         | François Depresle            |           |                             |
| 1833                                     | 1835                         | Louis Mercier                |           |                             |
| 1835                                     | 1847                         | Alfred, baron de Bonnefoy    |           |                             |
| 1848                                     | 1852                         | Jean Guy                     |           |                             |
| 1852                                     | 1853                         | Alfred, baron de Bonnefoy    |           |                             |
| 1853                                     | 1860                         | Léonce, baron de Bonnefoy    |           |                             |
| 1860                                     | 1868                         | Amédée Claude Marie Rongier  |           |                             |
| 1868                                     | 1874                         | Jean Guy                     |           |                             |
| 1874                                     | 1876                         | Léonce, baron de Bonnefoy    |           |                             |
| 1876                                     | 1883                         | Gilbert Alexandre Besson     |           |                             |
| 1883                                     | 1884                         | Alexandre Ribière            |           |                             |
| 1884                                     | 1906                         | Eugène Baron                 |           |                             |
| 1906                                     | 1912                         | Charles Avignon              |           |                             |
| 1912                                     | 1919                         | Antoine Depresle             |           |                             |
| 1919                                     | 1929                         | Jean Legrand                 |           |                             |
| 1929                                     | 1944                         | Philippe Barette             |           |                             |
| 1944                                     | 1947                         | Abel Duranthon               |           |                             |
| 1947                                     | 1957                         | Léon Depresle                |           |                             |
| 1957                                     | 1971                         | Fernand Boirat               |           |                             |
| 1971                                     | 1983                         | André Thuizat                |           |                             |
| 1983                                     | 2006                         | Alain Robert-Trahan          |           |                             |
| janvier 2006                             | mars 2008                    | Jean-Marc Lepée              |           |                             |
| mars 2008                                | 3 juillet 2020               | Alain Roche                  | DVD       | Retraité                    |
| 3 juillet 2020                           | En cours (au 4 juillet 2020) | Isabelle Bidet               |           |                             |

### Jumelages
Voussac est jumelée avec Xanrey (Moselle).

## Population et société

### Démographie
Les habitants de la commune sont appelés les Voussacois et les Voussacoises.
L'évolution du nombre d'habitants est connue à travers les recensements de la population effectués dans la commune depuis 1793. Pour les communes de moins de 10 000 habitants, une enquête de recensement portant sur toute la population est réalisée tous les cinq ans, les populations de référence des années intermédiaires étant quant à elles estimées par interpolation ou extrapolation. Pour la commune, le premier recensement exhaustif entrant dans le cadre du nouveau dispositif a été réalisé en 2006.

En 2022, la commune comptait 493 habitants, en évolution de +3,14 % par rapport à 2016 (Allier : −1,38 %, France hors Mayotte : +2,11 %).
| 1793  | 1800  | 1806  | 1821  | 1831  | 1836  | 1841  | 1846  | 1851  |
| ----- | ----- | ----- | ----- | ----- | ----- | ----- | ----- | ----- |
| 1 105 | 1 311 | 1 184 | 1 245 | 1 219 | 1 334 | 1 246 | 1 280 | 1 283 |

| 1856  | 1861  | 1866  | 1872  | 1876  | 1881  | 1886  | 1891  | 1896  |
| ----- | ----- | ----- | ----- | ----- | ----- | ----- | ----- | ----- |
| 1 293 | 1 301 | 1 288 | 1 331 | 1 364 | 1 360 | 1 376 | 1 370 | 1 302 |

| 1901  | 1906  | 1911  | 1921  | 1926  | 1931 | 1936  | 1946 | 1954 |
| ----- | ----- | ----- | ----- | ----- | ---- | ----- | ---- | ---- |
| 1 250 | 1 236 | 1 262 | 1 040 | 1 031 | 986  | 1 023 | 863  | 823  |

| 1962 | 1968 | 1975 | 1982 | 1990 | 1999 | 2006 | 2011 | 2016 |
| ---- | ---- | ---- | ---- | ---- | ---- | ---- | ---- | ---- |
| 780  | 680  | 514  | 458  | 400  | 458  | 460  | 464  | 478  |

| 2021 | 2022 | - | - | - | - | - | - | - |
| ---- | ---- | - | - | - | - | - | - | - |
| 491  | 493  | - | - | - | - | - | - | - |

## Culture locale et patrimoine

### Lieux et monuments
- Le château de Chirat-Guérin est situé à 3 km au sud-est du bourg, dont il est séparé par la forêt de Vacheresse. Chirat-Guérin appartenait au XVIIe et dans la première moitié du XVIIIe siècle à la famille Aumaistre. Il passa par héritage à la famille de Bonnefoy qui le conserva jusqu'à son extinction à la fin du XIXe siècle ; cette famille a donné plusieurs maires à Voussac. Le corps de logis rectangulaire est précédé par deux pavillons carrés qui s'avancent par rapport à la façade au nord, tandis qu'il est flanqué au sud d'une tour circulaire à chaque angle. L'essentiel des bâtiments est du XIXe siècle, mais quelques parties remontent au Moyen Âge.
- Le château de La Motte-Verger (XVIe siècle), dans le bourg, est flanqué de deux grosses tours rondes au nord. Un escalier à deux volées droites donne accès à la porte d'entrée sur la façade nord.
- Le château de Marzat, à l'extrémité nord-ouest de la commune, est un petit manoir du XVe siècle, entouré de douves en eau.
- Église Saint-Martin de Voussac.

### Personnalités liées à la commune
- Albert Bonneau, écrivain populaire ; l'école de Voussac porte son nom.
- Marcel Fournier[Note 5], peintre (1869-1917). Il possédait une maison de famille à Voussac (La Juche).

### Héraldique
| Blason de Voussac | Blason  | De sinople au château du lieu d'argent ; chaussé d'azur chargé de deux fleurs de lys d'or ; au chevron renversé d'or brochant sur la partition. |
| Blason de Voussac | Détails | Création de Jean-François Binon adoptée par la municipalité le 27 mai 2013.                                                                     |